# جون تينييل
 السير جون تينييل (بالإنجليزية: John Tenniel) (بايزووتر، لندن، 28 فبراير 1820 - 25 فبراير 1914)، هو رسام كتب بريطاني، اشتهر برسوماته لمغامرات أليس في بلاد العجائب للمؤلف لويس كارول. رسم كذلك العديد من الرسومات الكاريكاتورية لمجلة بانش في نهاية القرن التاسع عشر.

## السيرة الذاتية
في بادئ الأمر كان جون يتدرب وحده قبل دخوله الأكاديمية الملكية للفنون.
وفي سنة 1836 تم عرض أول رسم له في معرض جمعية الفنانين البريطانيين، بعدها في سنة 1845 قدم لوحة على الورق المقوى تحت عنوان (An Allegory On Justice) في مسابقة لتزيين جدران القصر الجديد وستمنستر؛ حيث حصل على منحة 200 جنيه.
ويعد من الأوائل الذين مثلوا شخصية سانتا سنة 1850.

## رسوماته

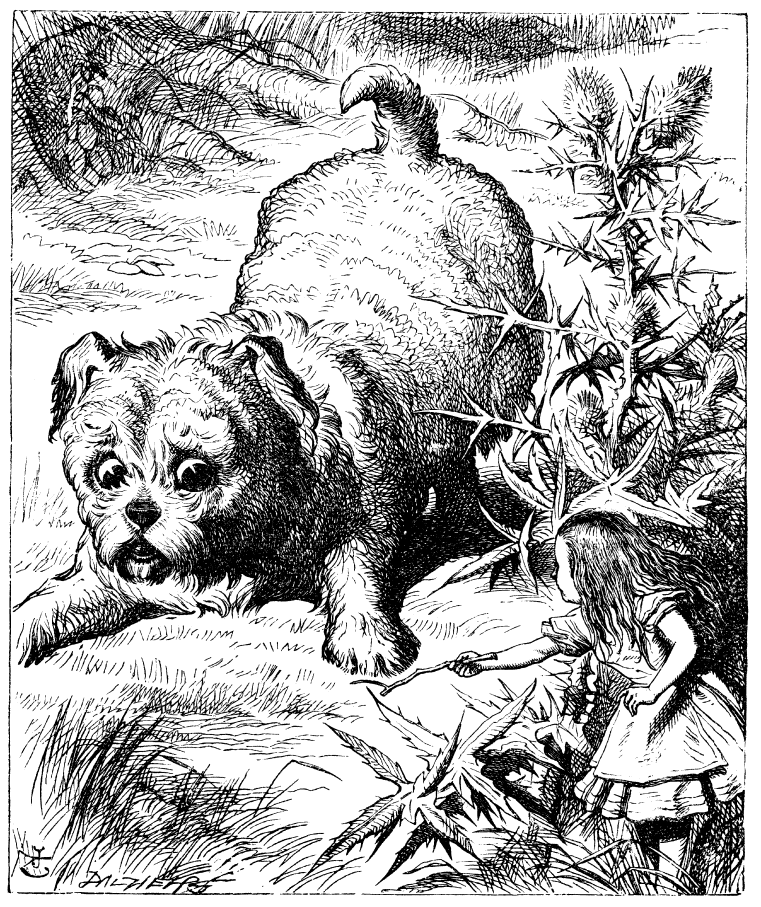
Alice playing with the puppy
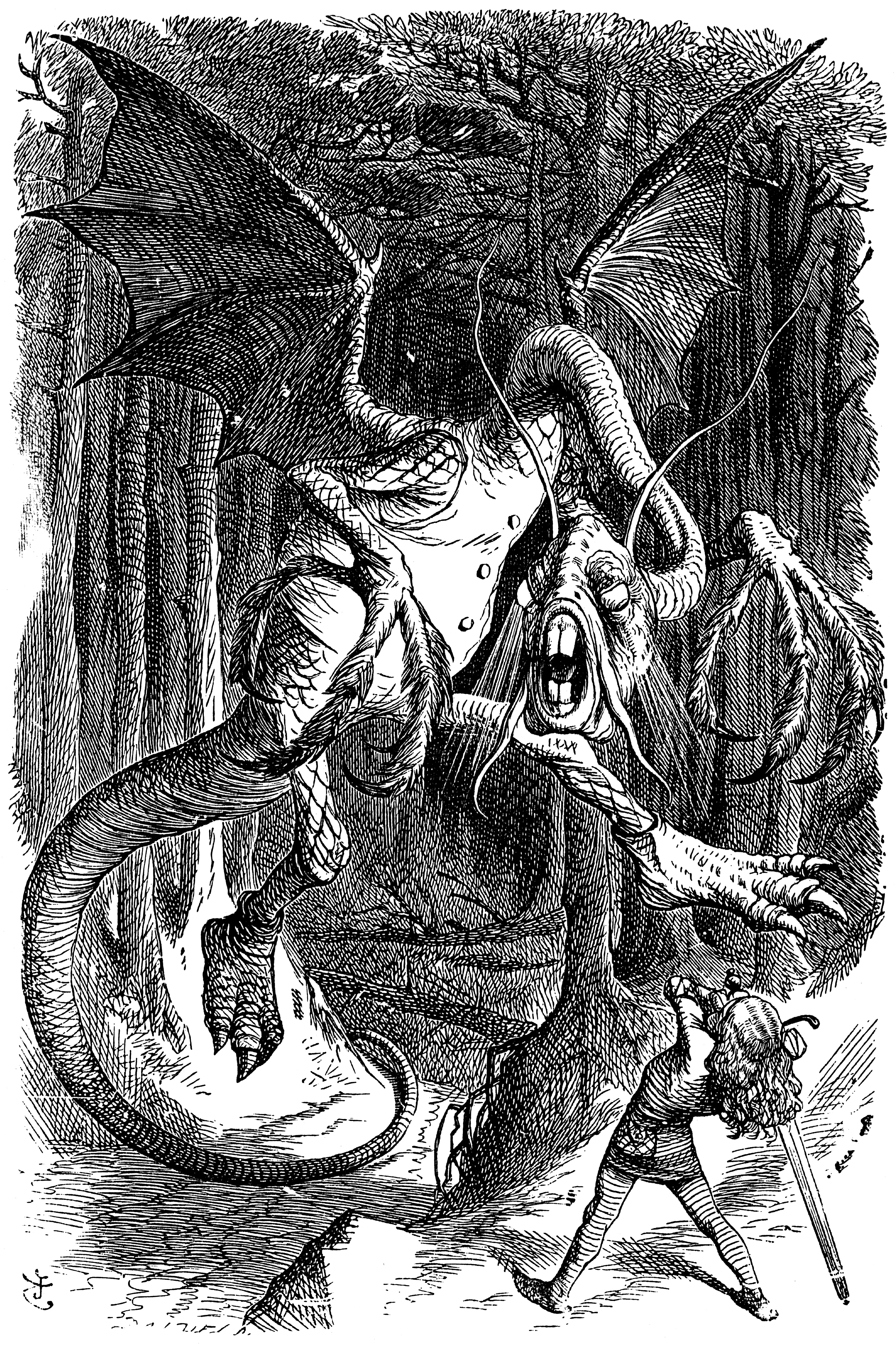
The Jabberwock, as illustrated by John Tenniel for Lewis Carroll's Through the Looking-Glass, including the poem "Jabberwocky".
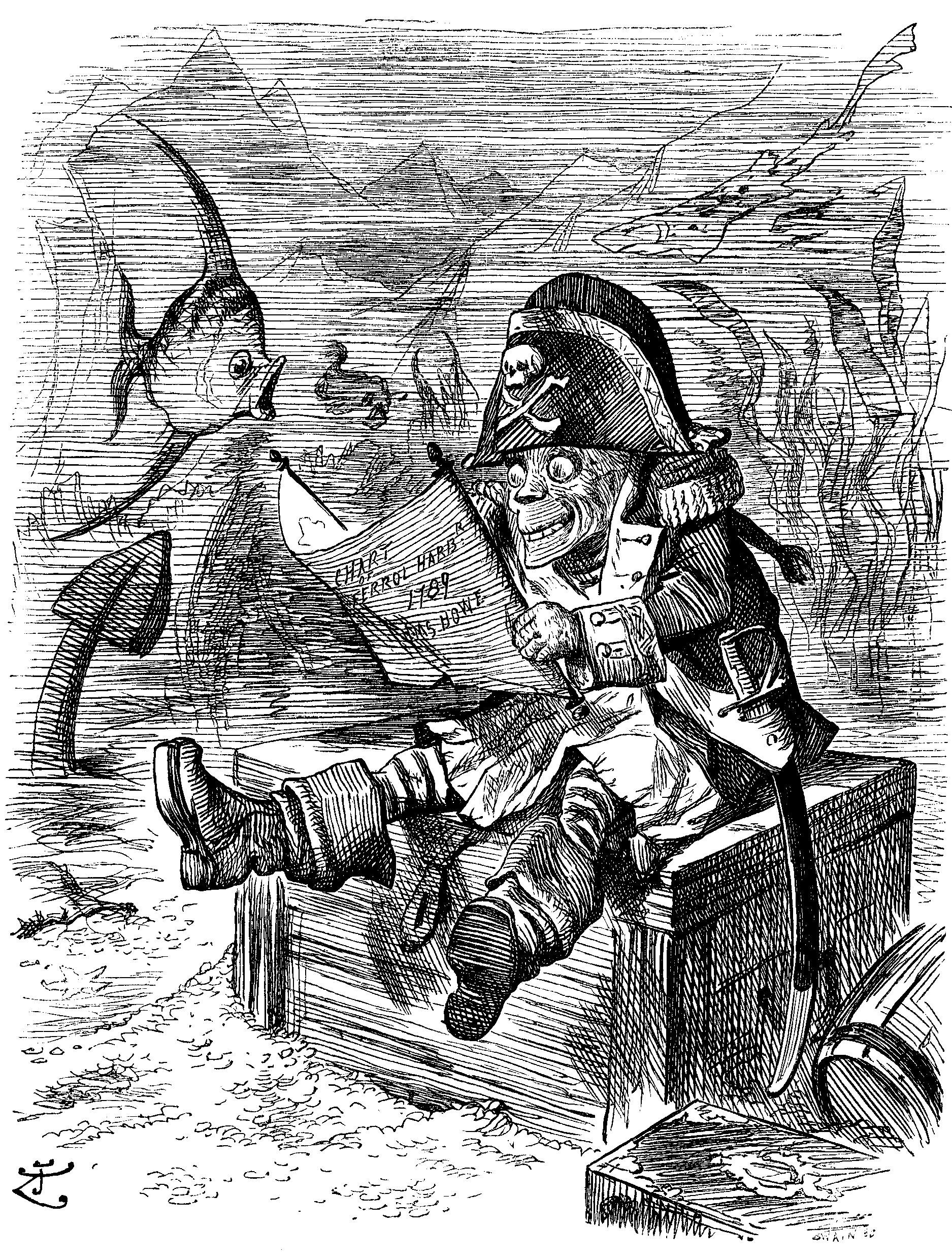
"Davy Jones' Locker", 1892 Punch cartoon
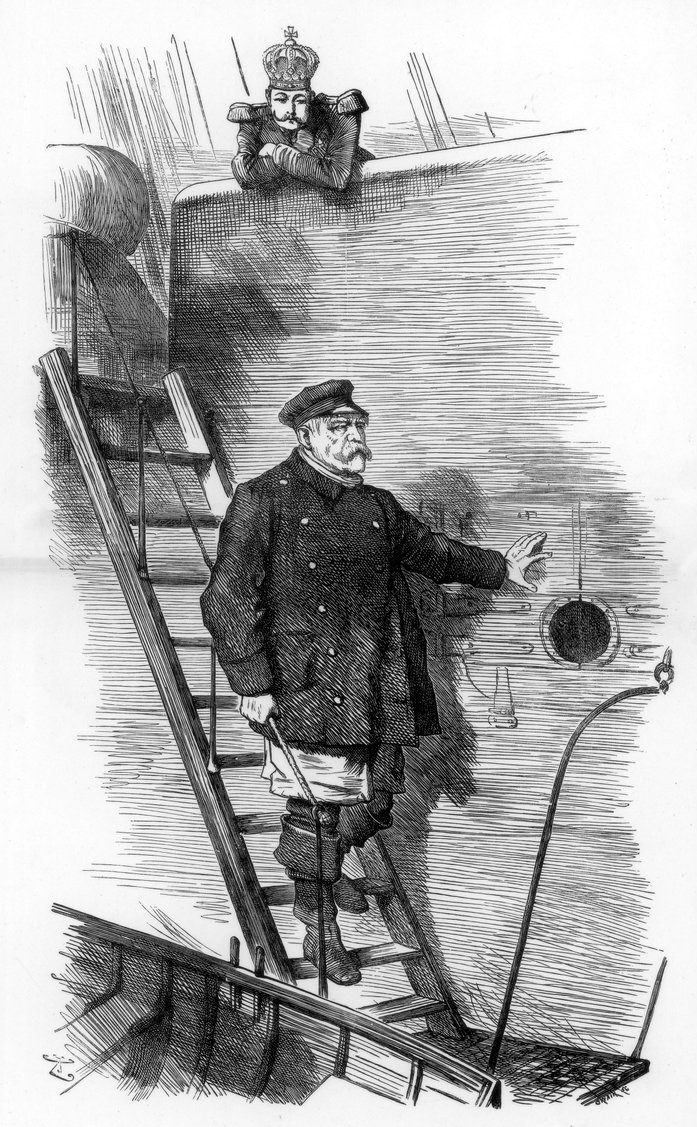
"Dropping the Pilot", 1890 Punch cartoon commenting on أوتو فون بسمارك's dismissal
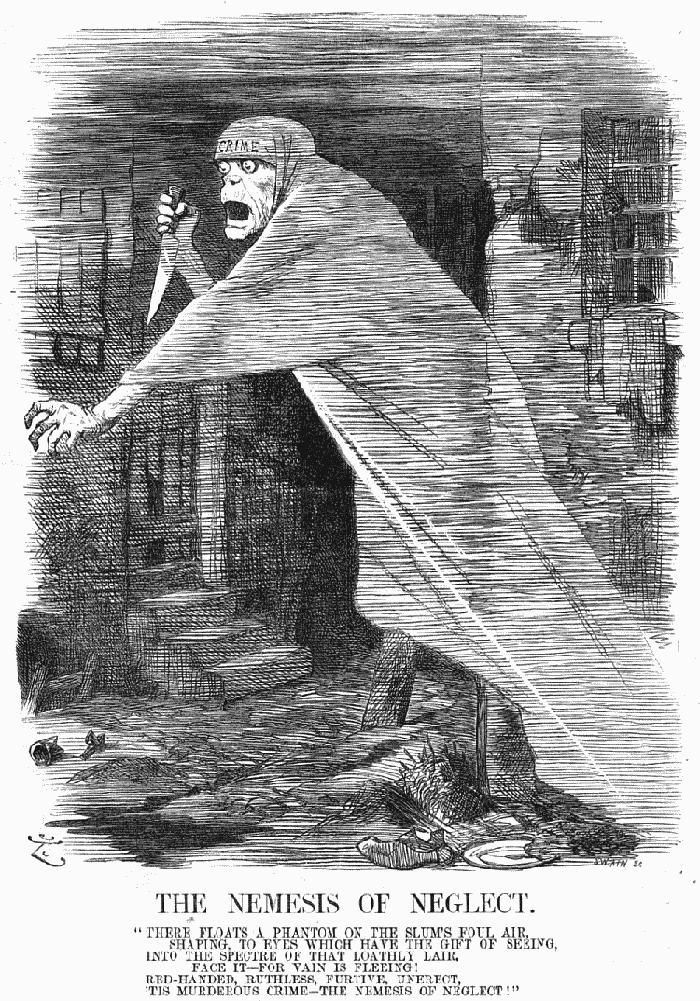
"The Nemesis of Neglect", 1888 Punch cartoon commenting on the Jack the Ripper murders

## وصلات خارجية
- جون تينييل على موقع الموسوعة البريطانية (الإنجليزية)
- جون تينييل على موقع ميوزك برينز (الإنجليزية)
- جون تينييل على موقع إن إن دي بي (الإنجليزية)
- جون تينييل على موقع ديسكوغز (الإنجليزية)

- Wakeling، Edward (مارس 2008). "JOHN TENNIEL (1820-1914)". مؤرشف من الأصل في 2019-05-26. اطلع عليه بتاريخ 2009-09-14.
- مؤلفات John Tenniel في مشروع غوتنبرغ
- أعمال أو نبذة عن جون تينييل على أرشيف الإنترنت
- كتاب مجاني: Tenniel Illustrations for Alice in Wonderland by Sir John Tenniel على مشروع غوتنبرغ
- John Tenniel's illustrations for Alice's Adventures in Wonderland and Through the Looking-Glass نسخة محفوظة 1 مارس 2009 على موقع واي باك مشين.
- More about John Tenniel and the making of the illustrations for the Alice's Adventures in Wonderland books
- A collection of Tenniel's American Civil War-era illustrations
- Chisholm, Hugh, ed. (1911). "Tenniel, Sir John" . Encyclopædia Britannica (بالإنجليزية) (11th ed.).
- Works by John Tenniel at HeidICON